# 梅特兰 (佛罗里达州)
梅特兰（英語：Maitland），是美国佛罗里达州下属的一座城市。建立于1959年。面积约为14.7平方公里（约合5.6平方英里）。根据2010年美国人口普查，该市有人口15,751人。论人口在佛羅里達州排行第121。